# Чен, Анжело
Анжело Чен (фр. Angelo Tchen; 8 марта 1982, Папеэте, Таити, Французская Полинезия) — таитянский футболист, игравший на позиции левого защитника в клубе «Тефана» и национальной сборной Таити.

## Клубная карьера
Всю свою игровую карьеру — с 2000 по 2016 годы — провёл в таитянском клубе «Тефана».

## Карьера в сборной
Дебютный матч за национальную сборную Таити провёл 11 июня 2001 года, выйдя на замену в игре отборочного турнира ОФК Чемпионата мира против сборной Островов Кука.
В рамках Кубка наций ОФК 2012 Чен отыграл все 5 матчей финального турнира, а сборная Таити одержала на нём победу

### Карьера в пляжной сборной
В составе сборной Таити по пляжному футболу принял участие в четырёх финальных турнирах Чемпионатов мира.
На Чемпионате 2011 года, проходившем в Италии, Чен отыграл три матча группового этапа, из которого его сборная выйти не смогла.
На домашнем для сборной Таити Чемпионате 2013 года команда хозяев проиграла сборной России в полуфинале турнира, а в матче за 3 место уступила по пенальти сборной Бразилии. Чен принял участие во всех 6 матчах турнира.
На Чемпионате 2015 года в Португалии и Чемпионате 2017 года на Багамах сборная Таити оба раза доходили до финала турнира, однако в решающих матчах уступала соответственно Португалии и Бразилии. Чен отыграл в 11 из 12 матчах этих двух турниров.